# Settimana Santa di Caltanissetta
La Settimana Santa di Caltanissetta è un evento tradizionale che si svolge a Caltanissetta durante la settimana che precede la Pasqua. Essa si compone di varie manifestazioni religiose che si concatenano l'un l'altra, dalla Domenica delle Palme alla Domenica di Pasqua. Nel 2006 è stata inserita nel Registro Eredità Immateriali della Sicilia. I riti della Scinnenza e della Real Maestranza fanno parte del circuito internazionale Europassion.

## Origini delle tradizioni pasquali
Intorno al XVII secolo nacquero nella chiesa di Sant'Agata al Collegio numerose congregazioni: Sant'Ignazio, Purificazione di Maria Santissima, San Luigi e quella della Santa Vergine Bambina. Queste svolgevano l'adorazione al Santissimo Sacramento, che si svolgeva nella chiesa madre dalla sera del lunedì santo fino al mezzogiorno del mercoledì santo, quando lasciavano il posto alla Maestranza, che salutava l'ostensione del Sacramento, e la pia visita ai Sepolcri, gli altari addobbati nelle chiese della città antica, tra il pomeriggio del Giovedì santo e la mattina del Venerdì santo. Nel corso della Quaresima e della Settimana santa le varie confraternite e congregazioni contemplavano i vari Misteri della Passione di Gesù, dando luogo a rappresentazioni sacre e a piccole processioni, come quella dei Misteri della Congregazione di San Filippo Neri che si svolgeva al vespro del Giovedì santo e che diede origine a quella delle attuali Vare.

Secondo lo storico Michele Alesso il percorso delle processioni veniva illuminata da piramidi di luce che sostenevano centinaia di candele.
(Michele Alesso, Il Giovedì Santo in Caltanissetta, 
1903)

## Domenica delle Palme

### Processione di Gesù Nazareno

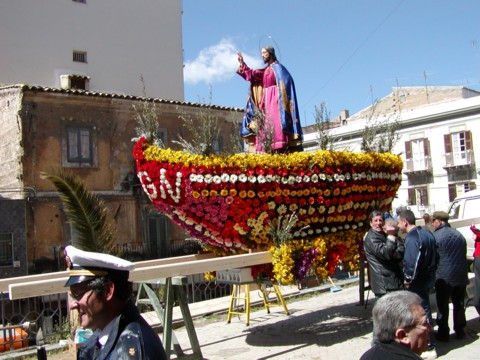
La barca infiorata e la statua prima di essere portate in processione

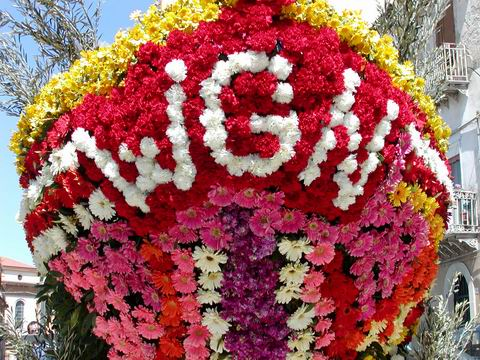
WGN: Viva Gesù Nazareno

Si tramanda che questa processione sia stata voluta dai contadini di Caltanissetta che, essendo stati estromessi dalle altre processioni della Settimana Santa, volevano avere il ruolo di protagonisti almeno nel giorno della Domenica delle Palme. Prima del finire del XIX secolo, la Congregazione della Santa Vergine Bambina portava in processione un simulacro del corpo senza vita di Gesù interamente ricoperto di fiori, simbolo della civiltà contadina, che andava dalla chiesa di Sant'Agata al Collegio fino alla Cattedrale, dove avveniva l'adorazione a Gesù Cristo. Nel 1869, quando il barone Vincenzo di Figlia di Granara fece notare l'incongruenza di tale simulacro con il clima di festa della Domenica delle Palme, venne portata in processione una statua del Cristo benedicente su un trono fatto di fiori e, con il tempo, la festa assunse l'aspetto con cui la si può ammirare oggi.
La processione di Gesù Nazareno ha l'intento allegorico di rievocare l'ingresso di Gesù a Gerusalemme. La statua del Cristo benedicente è posta su una caratteristica struttura a forma di barca, realizzata con numerosi fiori di campo. La forma di tale struttura è variata negli anni, essendo in passato cubica o "a monte". Sul perché a un certo punto si decise di porre la statua su una barca esistono diverse ipotesi: potrebbe essere un'allegoria al "pescatore di anime", così come viene definito Gesù nei Vangeli, ma è anche probabile che l'idea sia stata originata dalla storpiatura di abbarcu, uno dei fiori di campo usato per adornare la struttura. Tuttora infatti la struttura prende il nome di abbarcu, sebbene, in lingua siciliana, "barca" si dica varca. I fiori di campo, un tempo raccolti nella settimana precedente alla processione, sono oggi sostituiti da quelli del fiorista, per motivi estetici e di tempo; tuttavia, per mantenere una traccia di tradizione, l'orlo superiore e la base inferiore vengono tutt'oggi adornati dai devoti la domenica mattina, con i fiori che loro stessi hanno raccolto nei campi il giorno prima.
Prima dell'uscita dal cortile dell'ex collegio gesuitico nel pomeriggio, sulla barca viene posta la statua di Gesù nazareno benedicente, vestito di una veste di stoffa, che viene circondata dai numerosi ex voto. Attraversata, così, la porta della biblioteca, come fosse la porta di Gerusalemme, ha inizio la processione che si snoda lungo le principali vie del centro storico.

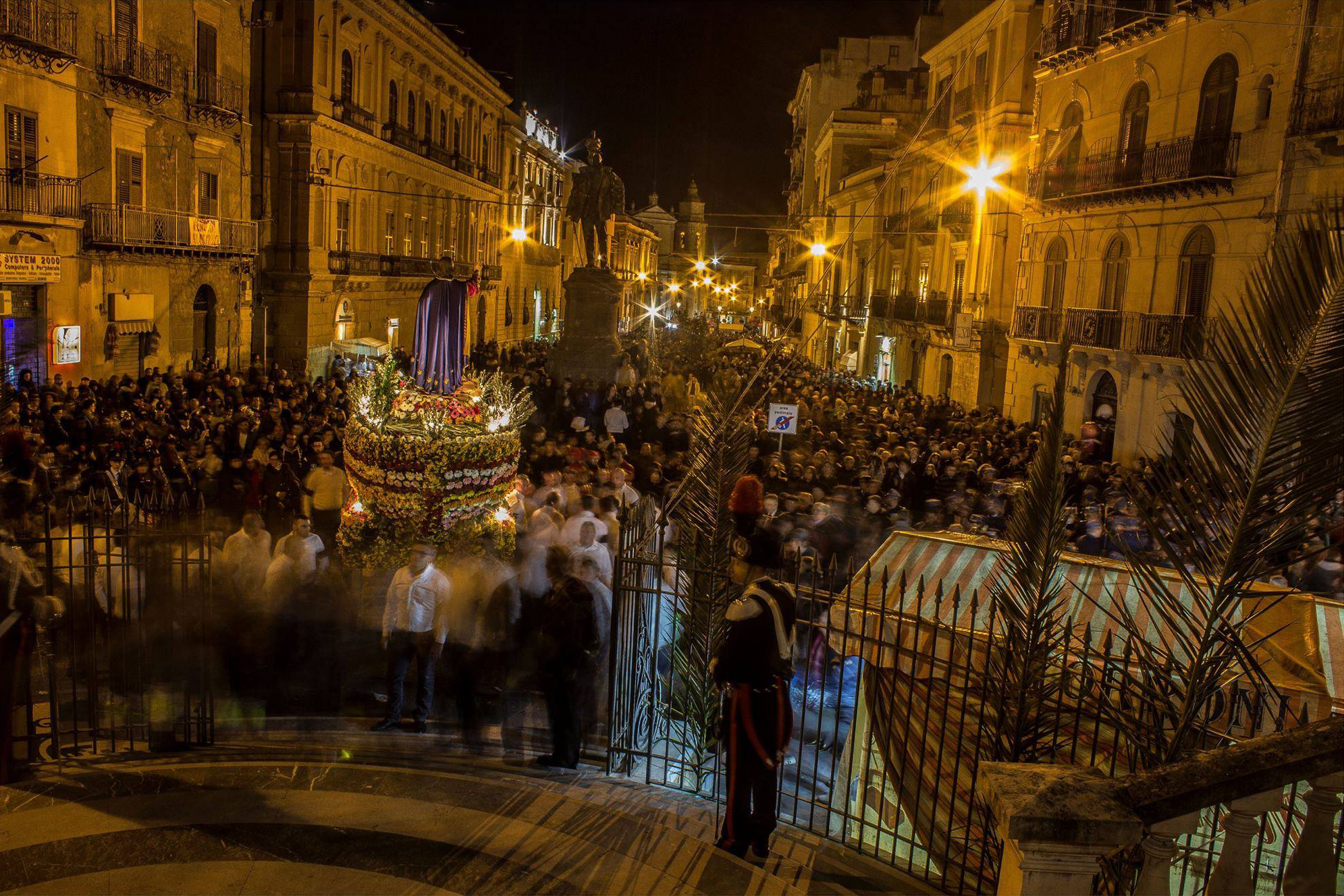
La barca infiorata al termine della processione

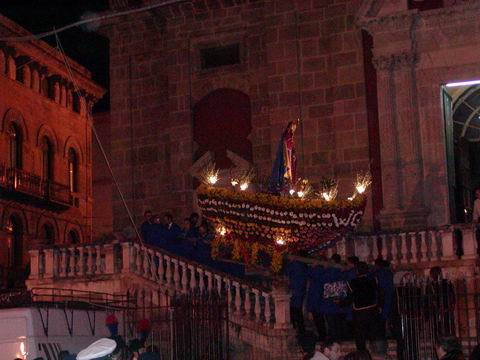
La barca infiorata durante u Castiddu, la complessa operazione di rientro del simulacro alla chiesa di Sant'Agata al Collegio al termine della processione

Durante tutto il percorso, la processione viene accompagnata da numerosi bambini, recanti ramoscelli d'ulivo e palme intrecciate, da due bande musicali e dai componenti della confraternita organizzatrice che avanzano in due schiere, vestiti con un abito caratteristico, portando i bilannuna, dei ceri avvolti in un copricandela in cartone con l'effige del simulacro.
In serata, a conclusione della processione l'abbarcu viene sollevato a spalla lungo le scalinate antistanti la chiesa di Sant'Agata al Collegio e, prima di entrare, viene salutato con un'imponente serie di giochi pirotecnici, u castiddu.

## Lunedì e Martedì Santo

### A Scinnenza
Con il nome di Scinnenza si indica la sacra rappresentazione della Passione di Gesù che si compone di diversi atti distribuiti su tre giorni: Lunedì Santo, Martedì Santo e Domenica di Pasqua. Scinnenza in lingua siciliana indica infatti la deposizione di Gesù dalla croce (dal verbo scìnniri, "scendere"), ed evoca il momento più drammatico di tutta la rappresentazione.
Il primo atto, messo in scena il Lunedì Santo, apre la settimana e prevede la rappresentazione dell'ingresso a Gerusalemme, dell'Ultima Cena, con la lavanda dei piedi e l'istituzione dell'eucaristia, e della cattura di Gesù. 
Il secondo atto della Scinnenza è una rappresentato la sera del Martedì Santo. Il corteo di figuranti in costume, accompagnati dalla banda musicale che suona dal vivo la colonna sonora, si sposta nel centro storico mettendo in scena il processo a Gesù nel pretorio da parte di Ponzio Pilato e la flagellazione. A seguire è rappresentata la Via Crucis, lo spoglio, la crocifissione e morte del Cristo, nonché il momento culminante di tutta la sacra rappresentazione: la deposizione di Gesù (scinnenza). La rappresentazione termina con il pentimento e il suicidio di Giuda.
Già a partire dal 1780 a Caltanissetta si svolgevano delle rappresentazioni nei quattro venerdì di marzo che precedevano la Settimana Santa. La prima vera rappresentazione con molti attori ebbe luogo nel 1840 ma l'anno successivo, a causa di gravi disordini generati dalla grande folla, venne abolita. Ripresa con successo nel 1957, nel 1961 per iniziativa dei salesiani e poi di nuovo dal 1972 sino ad oggi. La Scinnenza è oggi una realtà consolidata e riconosciuta all'interno del circuito internazionale di Europassion.

## Mercoledì Santo

### La Real Maestranza
Le origini della Real Maestranza risalgono al 1551, quando venne formata come milizia cittadina per difendere Caltanissetta in caso di invasione dei Turchi. Essa era formata da artigiani, i mastri appunto, divisi in varie categorie, formate interamente dai mastri che esercitavano lo stesso mestiere, e guidata da un capitano d'armi, generalmente un nobile. L'attuale corteo storico ebbe origine dal fatto che la mattina del mercoledì santo, a conclusione delle quaranta ore in cui il Santissimo Sacramento rimaneva esposto all'interno della chiesa madre all'adorazione dei fedeli, la Maestranza salutava, armata di archibugi e picche, l'ostensione del Venerabile, che veniva mostrato dal parroco alla folla in un ostensorio dal sagrato della chiesa madre. In quel momento la Maestranza sparava a salve con gli archibugi per rendere l'onore delle armi al Santissimo Sacramento.
Il titolo di "Reale" le fu attribuito nel 1806 da Ferdinando IV di Borbone che, trovatosi in visita a Caltanissetta, restò impressionato dalla grande sfilata della Maestranza. Nel 1848 la milizia perse il suo carattere militare, per timore che potesse sostenere possibili rivolte anti-borboniche. Le armi furono sostituite con i ceri, con cui ancora oggi partecipano al corteo, continuando però a partecipare alle principali manifestazioni religiose cittadine, quali la processione del processione del "Cristo nero" del Venerdì santo e la processione di San Michele dell'8 maggio.

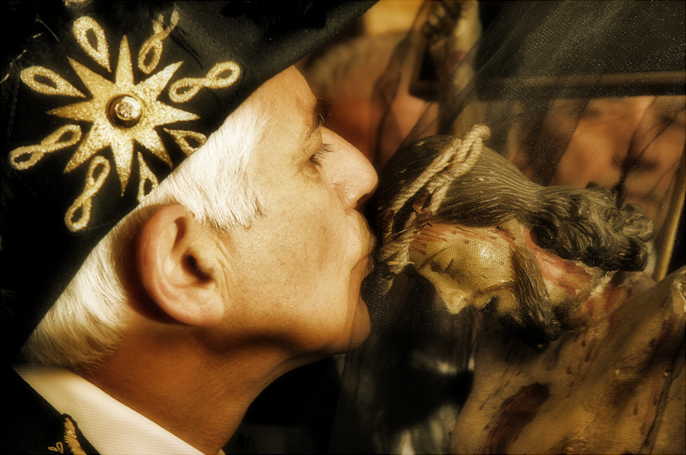
Il Capitano riceve il Crocifisso velato di nero

Il fulcro attorno al quale ruota la processione, e tutti gli altri avvenimenti della Settimana Santa, è il Capitano, un artigiano scelto ogni anno in una categoria diversa, che durante tutta la settimana gode di alcuni privilegi: ha in consegna le chiavi della città; porta con sé la spada, simbolo di comando; si cinge della fascia tricolore, simbolo della fedeltà all'autorità statale, e riceve la nomina a Cavaliere della Repubblica. Nella medesima categoria del capitano sono scelte le cariche capitanali: lo Scudiero, che porta innanzi lo scudo e la lancia; il Portabandiera Storico, che porta l'antico vessillo multicolore della Real Maestranza, e l'Alfiere Maggiore.
Durante il corteo storico, il Capitano è preceduto dallo Scudiero. Ancora davanti allo Scudiero è il Portabandiera Storico, a sua volta preceduto dall'Alfiere Maggiore, che apre il corteo portando lo stendardo raffigurante tutti i Santi Patroni delle categorie. Per ogni categoria, poi, è nominato un Portabandiera, che ne porterà il vessillo raffigurante l'effigie del Patrono della categoria, e un Alabardiere.

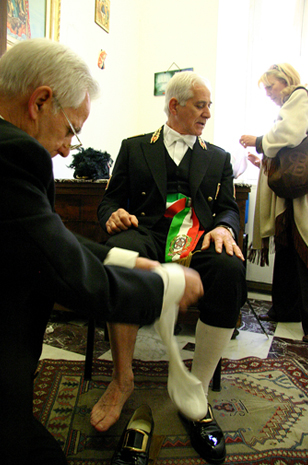
Il rito della vestizione del Capitano

Oltre a queste cariche, legate principalmente alla processione e rinnovate di anno in anno, ve ne sono altre che hanno mandato più lungo: il Gran Cerimoniere, solitamente il mastro più anziano, il Maestro Cerimoniere, il Cerimoniere Ecclesiastico, il Responsabile di Corteo, il Console Generale, i Membri del Direttivo, i Consoli di Categoria. Infine, tutti gli altri artigiani sono i Milizioti, termine che ricorda l'antica origine della Real Maestranza.

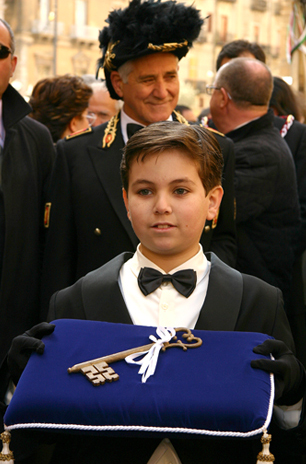
Il Capitano e il Paggetto, con le chiavi della città

I preparativi per la cerimonia iniziano sin dalla prima mattina del mercoledì santo, seguendo una rigorosa tradizione. Il Maestro Cerimoniere si reca a casa del Capitano per iniziare la vestizione, con il tipico abito settecentesco, sotto l'attento occhio dei Capitani degli anni precedenti, del Console Generale e dei Cerimonieri. In questa fase il Capitano indossa le calze nere, come il resto dei milizioti, guanti e farfallino neri. Intanto i mastri delle varie categorie si recano a prelevare i rispettivi alabardieri e portabandiera dalle loro abitazioni. La categoria che ha espresso il Capitano, inoltre, si reca in corteo a prelevare l'Alfiere Maggiore, il Portabandiera Storico e lo Scudiero nelle rispettive case. Successivamente, tutte le categorie si riuniscono in Piazza Garibaldi e si recano insieme alla banda a rendere omaggio al Capitano, davanti alla sua abitazione. Dopo un breve saluto dal balcone, il Capitano scende in strada, annunciato da tre squilli di tromba e accolto da un caloroso applauso.
Qui è accolto dal Presidente dell'associazione Real Maestranza, che lo invita a passare in rassegna la milizia schierata davanti all'abitazione del Capitano, con la formula: «Capitano, la Milizia è schierata. La onori passandola in rassegna.» Durante questa fase il Capitano usa il saluto militare, retaggio delle origini miliziane della Maestranza.
Dopo la rassegna, il corteo, composto in genere da circa quattrocento mastri, si reca in Municipio con le bandiere spiegate al vento recanti sia i nastri bianchi che quelli neri, dove il Sindaco consegna al Capitano le chiavi della città, investendolo simbolicamente della responsabilità della città fino alla domenica di Pasqua.

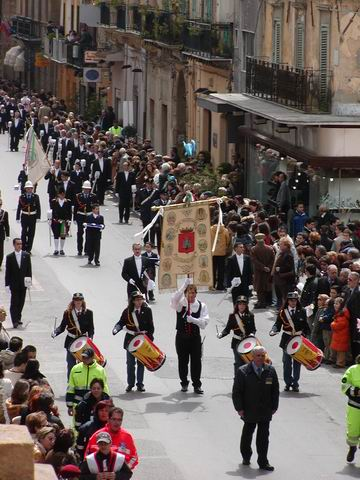
Il corteo della Real Maestranza che sfila in Corso Umberto I la mattina del mercoledì santo

Da qui tutto il corteo si sposta nel cortile ex collegio gesuitico, sede della biblioteca Scarabelli, dove vengono accesi i ceri, ammainate le bandiere, listate a lutto le alabarde, si alza il gonfalone e, non appena il Capitano abbia ricevuto il Crocifisso velato di nero, parte il corteo in versione penitenziale fino in Cattedrale, accompagnata dal suono dei tamburi imperiali della banda musicale, che suona marce funebri. Tutta la Maestranza indossa guanti e farfallini neri, in segno di lutto. Dentro la Cattedrale, il Capitano riceve il perdono perché si è fatto carico dei peccati di tutti e, insieme a tutta la Maestranza, sostituisce le calze, la cravatta e i guanti con quelli bianchi, in segno di gioia. A mezzogiorno la Real Maestranza esce dalla Cattedrale scortando in processione il Venerabile portato dal Vescovo in un ostensorio d'oro, mentre la banda musicale li accompagna suonando a festa e il Capitano porta un cero invece del Crocifisso velato.
Al termine dell'intensa mattinata, il Capitano si ritira nuovamente a casa, dove per tutto il pomeriggio e buona parte della sera riceverà le categorie di artigiani, le autorità civili, quelle ecclesiastiche e infine gli amici e i parenti.
Le attuali dieci categorie che partecipano alla Real Maestranza sono: Panificatori, Idraulici e Stagnini, Barbieri, Pittori Decoratori, Muratori,  Marmisti, Falegnami ed Ebanisti, Carpentieri e Ferraioli, Calzolai, Pellettieri e Tappezzieri, Fabbri.

### Processione delle Varicedde

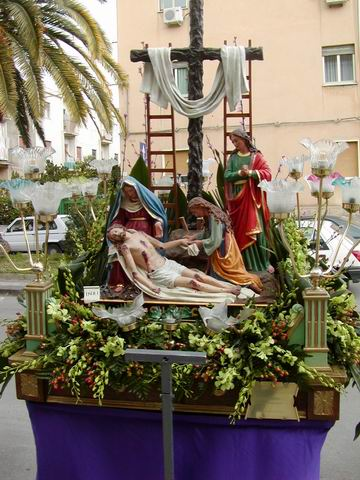
La Varicedda de La Pietà

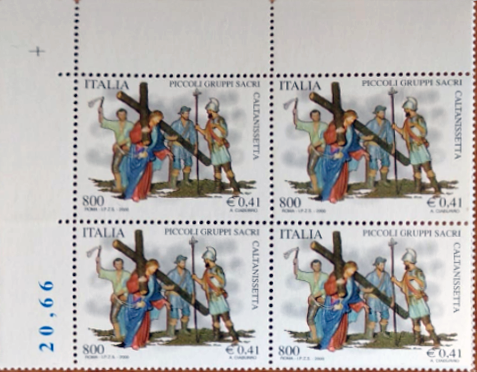
Piccoli gruppi sacri CL - 4 francobolli raffiguranti la Varicedda de Il Cireneo.

Le Varicedde (dal termine siciliano Variceddi, letteralmente "piccole Vare"), sono diciannove gruppi statuari che vengono portati in processione la sera del mercoledì santo. Sedici di queste altro non sono che riproduzioni più piccole delle sedici Vare che sfilano il Giovedì santo, a cui si aggiungono altri tre gruppi, raffiguranti scene della Passione di Cristo.
La processione delle Varicedde nacque ai primi del '900 quando giovani garzoni di bottega, rimasti esclusi dalla processione delle Vare del Giovedì santo, decisero di organizzare un corteo con delle piccole imitazioni in terracotta delle grandi Vare che partisse dal quartiere San Domenico al tramonto del mercoledì santo. Le Varicedde venivano portate in processione in palma di mano su dei vassoi e venivano accompagnate da canti di dolore in siciliano: le Lamentanze o Ladate, simili a quelle eseguite tuttora la sera del Venerdì Santo, intonati dai giovani organizzatori.
Nel giro di pochi anni però la processione scomparve del tutto e venne ripristinata negli anni venti quando lo scultore e restauratore di San Cataldo Giuseppe Emma venne incaricato da alcuni privati di realizzare delle piccole riproduzioni delle Vare per ripristinare la processione, che venne fatta partire davanti alla chiesa di San Giuseppe, vicino a Piazza Garibaldi e al quartiere Provvidenza, per poi seguire il percorso dei grandi gruppi del Giovedì santo. Anche l'artista nisseno Salvatore Capizzi venne incaricato di realizzare altri piccoli gruppi per la processione, che tra il 1941 e il 1945 non ebbe luogo a causa della Seconda guerra mondiale. Negli anni cinquanta la manifestazione venne ripresa con più organizzazione, assumendo l'aspetto attuale, e vennero commissionati nuovi gruppi a Salvatore Capizzi e a Giuseppe Emma. I materiali di realizzazione erano generalmente gli stessi per tutti i gruppi sacri: terracotta per visi, mani e piedi; legno per le intelaiature e cartapesta per i panneggi. Nel 1994 i possessori delle Varicedde hanno costituito l'associazione "Piccoli Gruppi Sacri - Le Varicedde" con lo scopo di organizzare al meglio la processione. Usualmente le Varicedde sono conservate nelle abitazioni dei proprietari. Durante il primo pomeriggio del mercoledì santo vengono sistemate in vari punti della città e vengono preparate per la processione, con decorazioni floreali e luci. All'approssimarsi del vespro, accompagnate dalle bande musicali, tutte le Varicedde confluiscono in Piazza Garibaldi, da dove prenderà il via la processione, che dal 2016 ha riportato il percorso alla storicità (piazza Garibaldi, corso Umberto, via Re d'Italia, corso Vittorio Emanuele, piazza Garibaldi, corso Umberto, piazza Calatafimi, via Berengario Gaetani, via Consultore Benintendi, piazza mercato Grazia, viale conte Testasecca, via XX Settembre, corso Umberto, piazza Garibaldi). Lungo tutto il tragitto numerosi devoti, in gran parte ragazzi e bambini, accompagnano la processione con candele, ceri e in particolare i tradizionali bilannuna, ceri di grandi dimensioni.
La processione termina diverse ore dopo in piazza Garibaldi, là dove era iniziata. In seguito, le Varicedde vengono esposte sino alla domenica di Pasqua, presso l'androne del Palazzo del Carmine, sede del Municipio.

#### Lista delle Varicedde
|  | Nome                                  | Anno di realizzazione | Autore                           | Proprietari attuali                                            |
|  | ------------------------------------- | --------------------- | -------------------------------- | -------------------------------------------------------------- |
|  | La Cena                               | 1958                  | Salvatore Capizzi                | famiglie Bella e Bruno                                         |
|  | L'Orazione nell'Orto                  | 1952                  | Salvatore Capizzi                | famiglia di Riggi Leonardo                                     |
|  | La Cattura                            | 1939                  | Giuseppe Emma                    | famiglie Archetti e Miraglia                                   |
|  | Il Sinedrio                           | 1947                  | Salvatore Capizzi                | famiglia di Riggio Francesco                                   |
|  | La Flagellazione                      | 1947                  | Giuseppe Emma                    | famiglia di Alfonso Farruggio                                  |
|  | L'Ecce Homo                           | 1933                  | Salvatore Capizzi                | famiglia di Riggi Vincenzo                                     |
|  | La Condanna                           | 1950                  | Giuseppe Emma                    | famiglia di Russo Michele                                      |
|  | La Prima Caduta                       | 1924                  | Giuseppe Emma                    | famiglia di Corvo Giovanni                                     |
|  | Gesù incontra la Sua Santissima Madre | 1987                  | Giuseppe Emma                    | famiglie Iacono Marco e Salvatore                              |
|  | Il Cireneo                            | 1924                  | Giuseppe Emma                    | famiglia di Di Giovanni Lucio                                  |
|  | La Veronica                           | 1949                  | Salvatore Capizzi                | famiglie Paolillo Francesco Salvatore e Stella Antonio Alberto |
|  | Lo Spoglio                            | 1955                  | Salvatore Capizzi                | Famiglia Arcangelo Manlio Giammusso                            |
|  | Gesù inchiodato alla Croce            | 1995                  | fratelli Emma, figli di Giuseppe | famiglia di Cimino Calogero                                    |
|  | Il Calvario                           | 1924                  | Giuseppe Emma                    | famiglia Gervasi                                               |
|  | La Deposizione                        | 1965                  | Salvatore Capizzi                | famiglia Spena Nicola e Michele                                |
|  | La Pietà                              | 1924                  | Giuseppe Emma                    | famiglia Lo Dico                                               |
|  | La Traslazione                        | 1924                  | Salvatore Capizzi                | famiglie Fonti e Venniro                                       |
|  | L'Urna                                | 1956                  | Salvatore Capizzi                | famiglia Fiocco Salvatore                                      |
|  | La Desolata                           | 1934                  | Salvatore Capizzi                | famiglia di Cimino Lorenzo                                     |

## Giovedì Santo

### Processione delle Vare

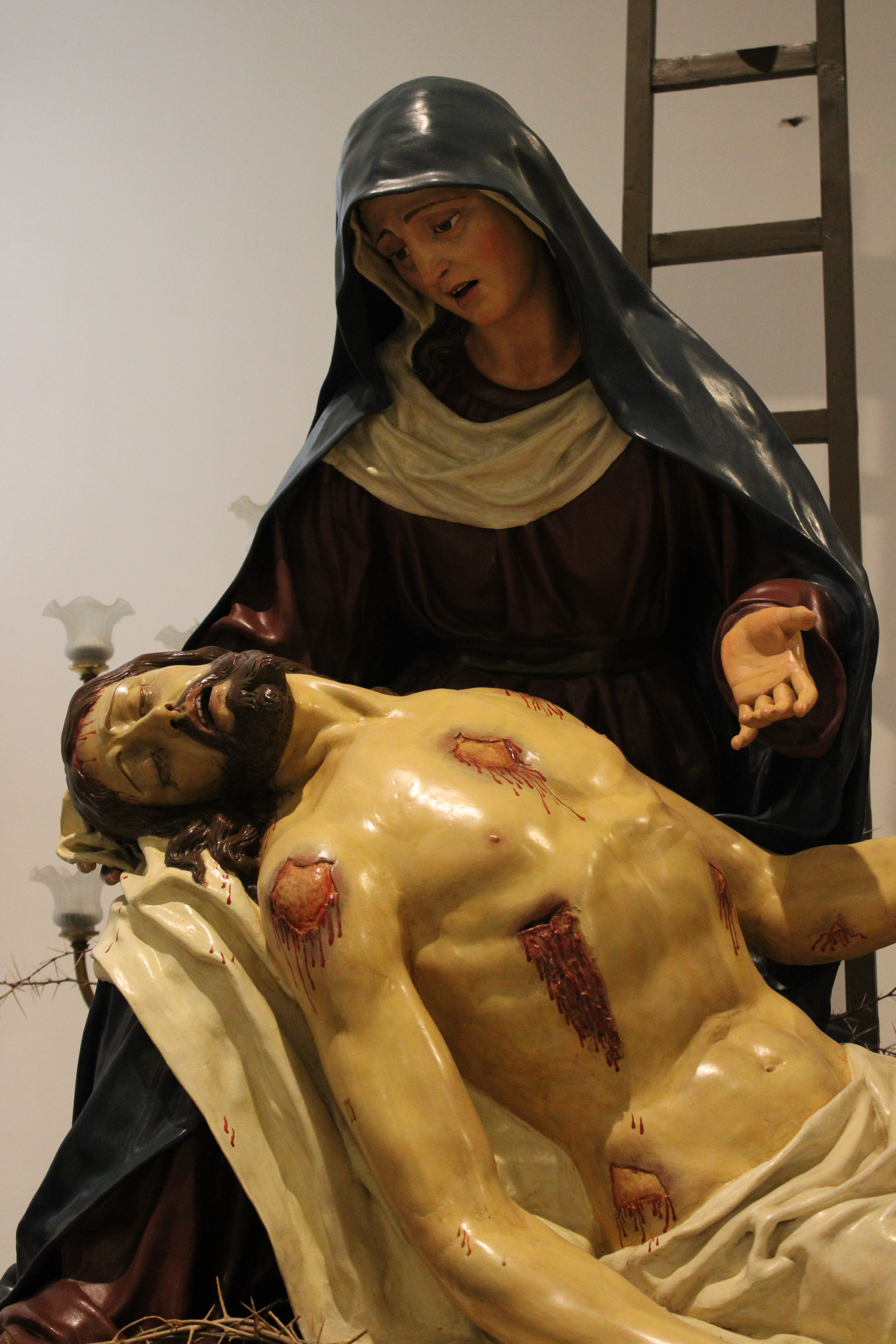
Particolare della Pietà, una delle vare che sfilano il giovedì Santo a Caltanissetta. Opera di Francesco e Vincenzo Biangardi.

Le Vare sono sedici gruppi statuari che rappresentano scene della Passione di Gesù e stazioni della Via Crucis e vengono portate in processione la sera del giovedì santo, in quello che è di gran lunga il momento più importante della Settimana Santa nissena, e che l'ha resa famosa in tutto il mondo.
Le Vare di Caltanissetta che attualmente sfilano la sera del giovedì santo per le vie del centro storico furono realizzate tra il 1883 e il 1902 dall'artista napoletano Francesco Biangardi e, in parte, dal figlio Vincenzo (morto prematuramente nel 1890) con una tecnica mista di legno, cartapesta e tela olona foderata di stucco. Le uniche Vare che sfilano ancora in processione non eseguite dai Biangardi sono La Traslazione, la cui realizzazione venne commissionata nel 1853 a Napoli a uno scultore ignoto, e La Flagellazione, iniziata da Francesco Biangardi e terminata dai suoi allievi a causa della morte del maestro.
Inizialmente le Vare vennero portate in processione a spalla dai devoti e da persone incaricate dai proprietari, nonostante il loro peso e la loro mole. Per questo motivo, nel corso degli anni, si tentarono una serie di soluzioni di trasporto alternative: si provò ad esempio, a trainarle con trattori o sopra i vani di furgoni. Tutto questo fino alla fine degli anni sessanta quando tutte le Vare vennero definitivamente dotate di un carrello con ruote che consentiva un numero minore di portatori rispetto al tradizionale trasporto a spalla.

### Origini
Nel 1780 la Congregazione di San Filippo Neri, istituitasi nel 1690 nella chiesa madre della città, portò per la prima volta in processione al vespro del giovedì santo cinque piccolissime riproduzioni statuarie in cartapesta dei cinque misteri dolorosi del Rosario: Gesù nell'orto, La flagellazione, L'incoronazione di spine, La salita al Calvario e La crocifissione, che venivano portate in adorazione all'interno di cinque chiese della città antica (ovvero la Chiesa Madre, San Sebastiano, Sant'Agata al Collegio, Santa Croce e il Collegio di Maria), dove, secondo tradizione (diffusa anche in altri paesi della Sicilia e dell'Italia meridionale in generale), erano allestiti i cosiddetti "Sepolcri", altari addobbati in modo solenne come se fossero la Tomba di Gesù Cristo, con tendaggi, composizioni floreali o altri simboli.

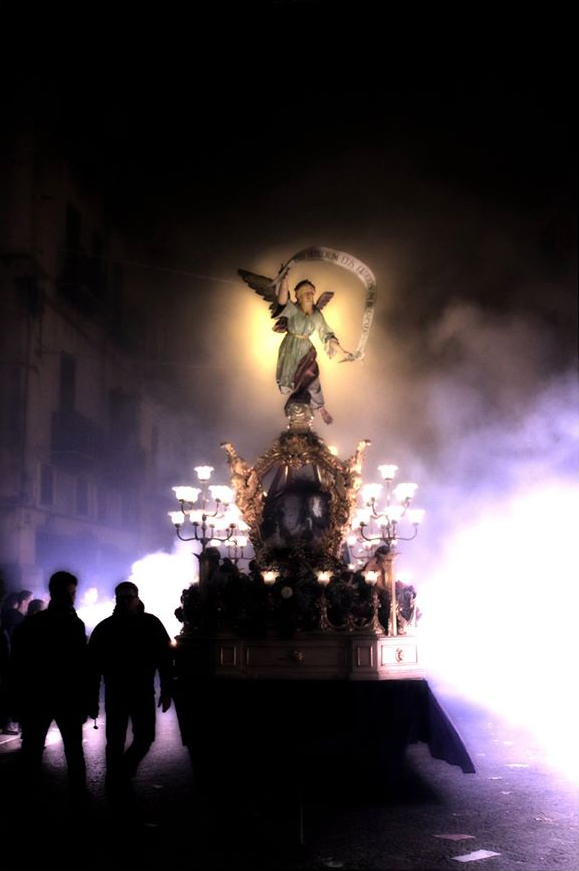
La Sacra Urna, penultima Vara del giovedì santo a Caltanissetta.

La processione venne abolita nel 1801 per ragioni sconosciute, per essere poi ripresa nel 1841 per volere di alcuni notabili dell'epoca, di cui fu illustre rappresentante il farmacista Giuseppe Alesso, membro della Congregazione di San Filippo Neri. Egli fece costruire sette nuove "Vare" con statue prese dalla chiesa di San Sebastiano e da altre chiese cittadine. Questi gruppi non erano molto grandi e rappresentavano i momenti principali della Passione di Gesù: L'Orazione nell'orto, Il bacio di Giuda, Il Signore alla colonna, L'Ecce homo, La Crocifissione, Il corpo di Gesù e L'Addolorata:
(Michele Alesso, Il Giovedì Santo in Caltanissetta, pp. 37-38, 1903)
La processione continuò negli anni successivi e i vari ceti e confraternite della città fecero costruire da artisti dilettanti nuovi gruppi sempre più grandi ma non di eccellente fattura, facendo arrivare il numero delle Vare a 14 nel 1850. Nel 1853 la Congregazione della Candelora, di cui facevano parte in gran numero muratori e fabbri, commissionò a Napoli l'esecuzione del gruppo a grandezza naturale de "La Traslazione" che, ultimata, giunse a Palermo in piroscafo e fu trasferita a Caltanissetta su un carro trainato da buoi per essere portata in processione insieme alle altre Vare. Dal 1866 la processione ebbe però un periodo di crisi per via della soppressione degli ordini religiosi e delle confraternite, rischiando di scomparire.
Il 12 novembre 1881 un'esplosione di grisou nella miniera di zolfo Gessolungo uccise 66 minatori; in segno di ringraziamento per essere scampati alla tragedia, i sopravvissuti decisero di commissionare allo scultore napoletano Francesco Biangardi e al figlio Vincenzo, che in quel tempo operavano a Mussomeli, l'esecuzione del gruppo La Veronica. In seguito alla buona riuscita dell'opera, gli altri ceti commissionarono altri gruppi a grandezza naturale ai Biangardi, che sostituirono le vecchie Vare nella processione del giovedì santo.

### La processione

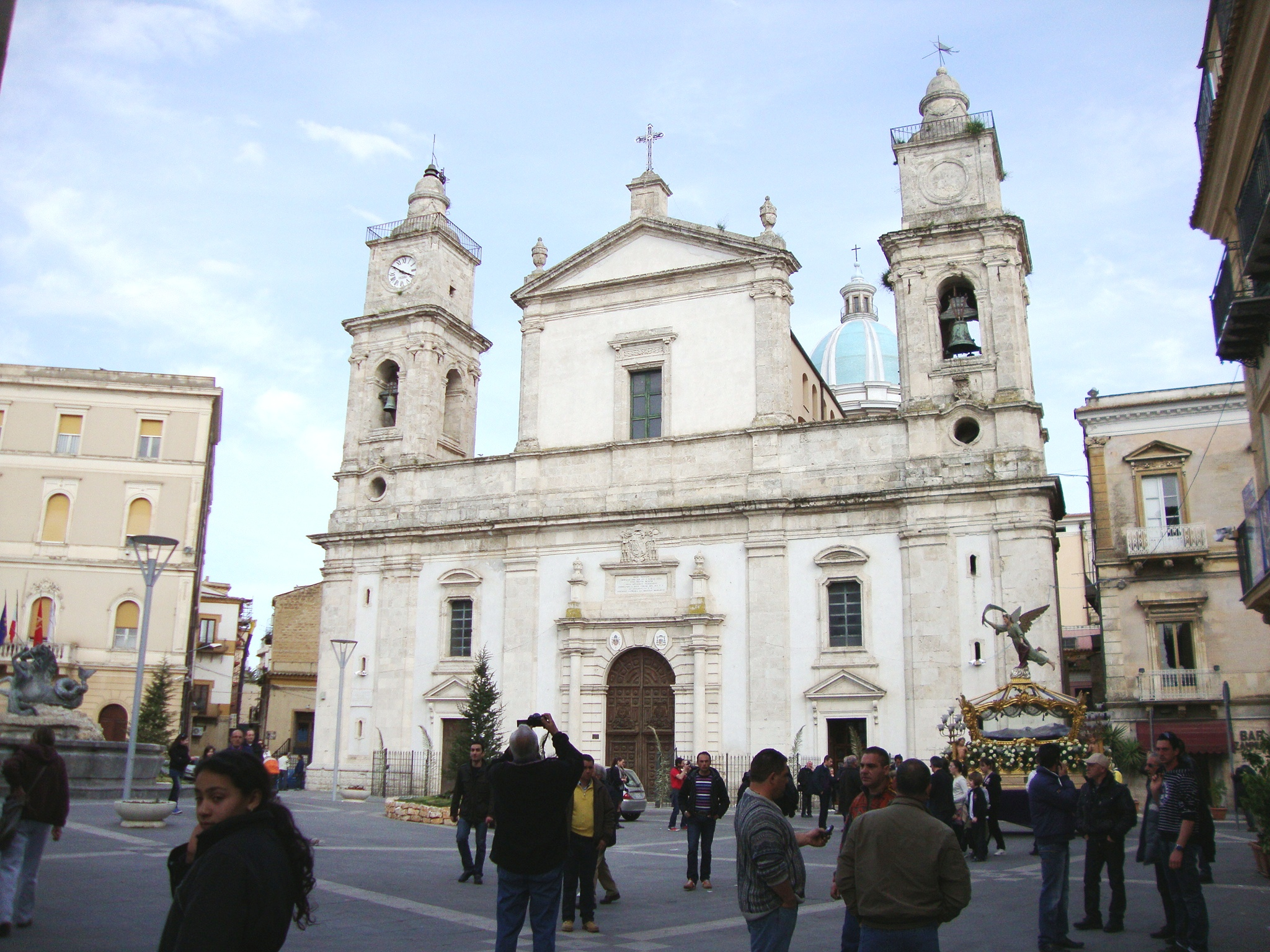
Piazza Garibaldi alle prime ore del pomeriggio del giovedì santo. Sulla destra è visibile l'arrivo della Vara de La Sacra Urna.

Già dalla prima mattina del giovedì santo, le Vare vengono disposte nelle varie vie cittadine, usualmente di fronte l'abitazione dei rispettivi proprietari, e vengono addobbate con fiori e lumi, mentre le bande musicali contribuiscono a rendere allegra l'atmosfera di preparazione. Con l'arrivo del tramonto, però, il registro della musica cambia di colpo, lasciando spazio alle marce funebri e ai canti della Passione di Gesù (le cosiddette "Lamentanze" o "Ladate"). Le Vare vengono così accompagnate dalle bande musicali verso Piazza Garibaldi, dove vengono circondate da un vero e proprio mare di gente. Verso le ore 21.00, quando tutti gruppi hanno raggiunto la loro posizione, formando un cerchio intorno alla Fontana del Tritone, la processione ha inizio e il primo gruppo, La Cena, si mette in marcia e gli altri la seguono in fila.
Durante il tragitto, ogni Vara è quasi scortata da numerose persone: la banda musicale, le congregazioni, i proprietari della Vara e alcuni ragazzi, che sono vestiti con un saio bianco e recano in mano i ceri. In vari momenti della processione, le Vare si fermano e sono salutate da imponenti maschiate.
Inizia così il primo giro della processione che, partito da Piazza Garibaldi, si snoda per la prima metà di Corso Umberto I, fino ad arrivare di fronte alla chiesa di Sant'Agata al Collegio e da qui si inserisce in Via Re d'Italia, detta a Strata 'i Santi, per poi passare davanti alla chiesa di Santa Croce, chiamata dai nisseni Badìa. Raggiunta l'estremità di Corso Vittorio Emanuele, dove generalmente ha luogo un'altra maschiata, la processione ritorna nel Corso Umberto I, da dove parte il secondo giro. Attraversato tutto il Corso, le Vare proseguono per Via Redentore per poi imboccare Via Maddalena Calafato, ritrovandosi all'estremità opposta di Corso Vittorio Emanuele dove, all'altezza di Via XX Settembre, la processione fa una sosta per permettere ai processionali e ai musicisti di mangiare e bere quanto offerto dai proprietari delle Vare. Dopo circa un'ora di sosta, durante il quale l'immensa folla può ammirare tutte le Vare ferme nel Corso, la processione riprende con lo spettacolare passaggio lungo l'angusta e ripida salita di Via XX Settembre, detta a Strata 'i Spini, dove le Vare passano a fatica e notevole è lo sforzo compiuto dai portatori a causa della forte pendenza. Da qui la processione passa per il quartiere Provvidenza e imbocca l'estremità di Corso Umberto I, scendendo lentamente in Piazza Garibaldi.
Mentre ormai sono le ore 5:00 circa della mattina, le Vare si dispongono nuovamente tutte in cerchio in Piazza dopo aver compiuto un giro attorno alla Fontana del Tritone sempre accompagnate dalle bande musicali, tornano ai luoghi in cui sono custodite, dando luogo alla Spartenza (dal siciliano spartiri, che significa separare), che pone fine alla processione.
In origine le Vare erano custodite in luoghi diversi: la Cena, la Flagellazione, l'Ecce Homo, la Condanna e la Deposizione erano depositate in un deposito in via Xiboli, appartenente alla Chiesa della Stella (oggi trasformata in locali di attività commerciali), la Pietà e la Traslazione a Gessolungo, l'Orazione nell'orto a San Giuseppe, la Cattura a Sant'Agata, il Sinedrio alla chiesa di San Antonino (poi demolita per costruire il Palazzo delle Poste), la Prima Caduta e l'Addolorata a Santa Lucia, il Cireneo a San Domenico, la Veronica nella chiesa di Santa Croce, la Crocifissione a San Sebastiano e la Sacra Urna in Cattedrale. Così al termine della processione si potevano osservare le Vare separarsi disordinatamente in ogni direzione. Da qualche anno ormai, la Spartenza ha perso la sua originaria suggestività, dato che oggi tutte le Vare, con l'eccezione della Sacra Urna, sono custodite presso la sala espositiva dei gruppi sacri, nei locali sottostanti la chiesa San Pio X. 

#### Lista delle Vare nell'ordine con cui sfilano
|  | Nome                        | Nome popolare          | Anno di realizzazione | Artisti                                       | Committenti                                   | Proprietari attuali                                    |
|  | --------------------------- | ---------------------- | --------------------- | --------------------------------------------- | --------------------------------------------- | ------------------------------------------------------ |
|  | La Cena                     |                        | 1885                  | Francesco e Vincenzo Biangardi                | Pastai e Fornai                               | Panificatori                                           |
|  | L'Orazione nell'orto        | U Signuri all'ortu     | 1884                  | Francesco e Vincenzo Biangardi                | Pastai e Mugnai                               | Mugnai                                                 |
|  | La Cattura                  | A vasata di Giuda      | 1884                  | Francesco e Vincenzo Biangardi                | Ortolani                                      | Eredi di Biagio e Calogero Giunta                      |
|  | Il Sinedrio                 | Caifàs                 | 1886                  | Francesco e Vincenzo Biangardi                | Minatori di Iungio Testasecca                 | Municipio di Caltanissetta                             |
|  | La Flagellazione            | U Signuri alla culonna | 1909                  | Francesco Biangardi e discepoli               | Minatori di Gessolungo                        | famiglia Cervellione                                   |
|  | L'Hecce Homo                | U Signuri a u barcuni  | 1892                  | Francesco Biangardi                           | Ortofrutticoli e Pizzicagnoli                 | Ortofrutticoli                                         |
|  | La Condanna                 | A vara di Pilatu       | 1902                  | Francesco Biangardi                           | Minatori di Trabonella                        | Tipografi                                              |
|  | La Caduta                   |                        | 1886                  | Francesco e Vincenzo Biangardi                | Congregazione di Santa Lucia                  | Marmisti                                               |
|  | Il Cireneo                  |                        | 1886                  | Francesco e Vincenzo Biangardi                | Gessai                                        | famiglia Cannarozzo                                    |
|  | La Veronica                 |                        | 1883                  | Francesco e Vincenzo Biangardi                | Minatori di Gessolungo                        | Sacra Lega San Michele                                 |
|  | La Crocifissione (Calvario) | A Cruci                | 1891                  | Francesco Biangardi                           | Macellai                                      | Macellai                                               |
|  | La Deposizione              | A Scinnenza            | 1885                  | Francesco e Vincenzo Biangardi                | Minatori di Iungio Tumminelli                 | famiglia D'Oro                                         |
|  | La Pietà                    |                        | 1888                  | Francesco e Vincenzo Biangardi                | Borgesi (medio-piccoli imprenditori agricoli) | Banca di Credito Cooperativo del Nisseno "San Michele" |
|  | La Traslazione              |                        | 1853                  | Anonimo napoletano della scuola di Fittipaldi | Congregazione della Candelora                 | Unione Muratori                                        |
|  | La Sacra Urna               |                        | 1892                  | Francesco Biangardi                           | Preti                                         | Clero e Congregazione di San Filippo Neri              |
|  | L'Addolorata (Desolata)     |                        | 1896                  | Francesco Biangardi                           | Vinai, Carrettieri, Sensali e Bettolieri      | Autotrasportatori                                      |

## Venerdì Santo

### Processione del Signore della città

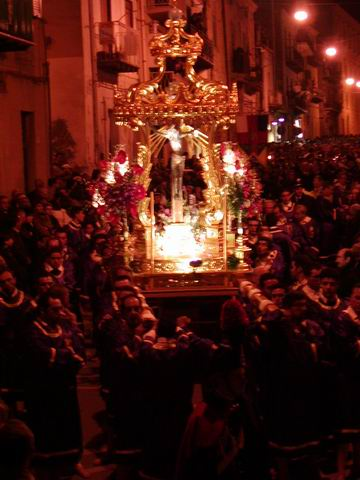
Un momento della processione del Cristo nero

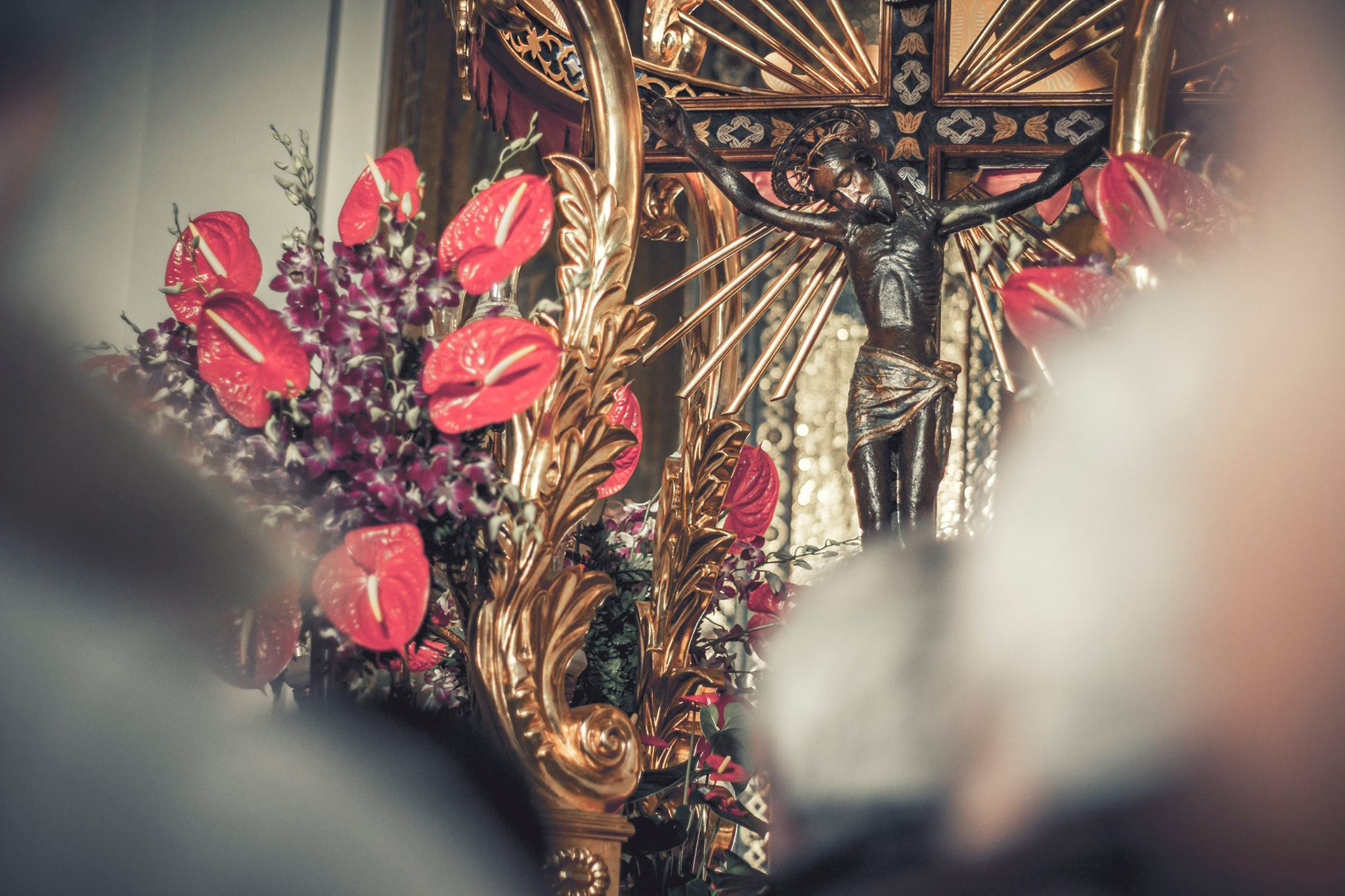
Simulacro Cristo Nero o Signore della Città

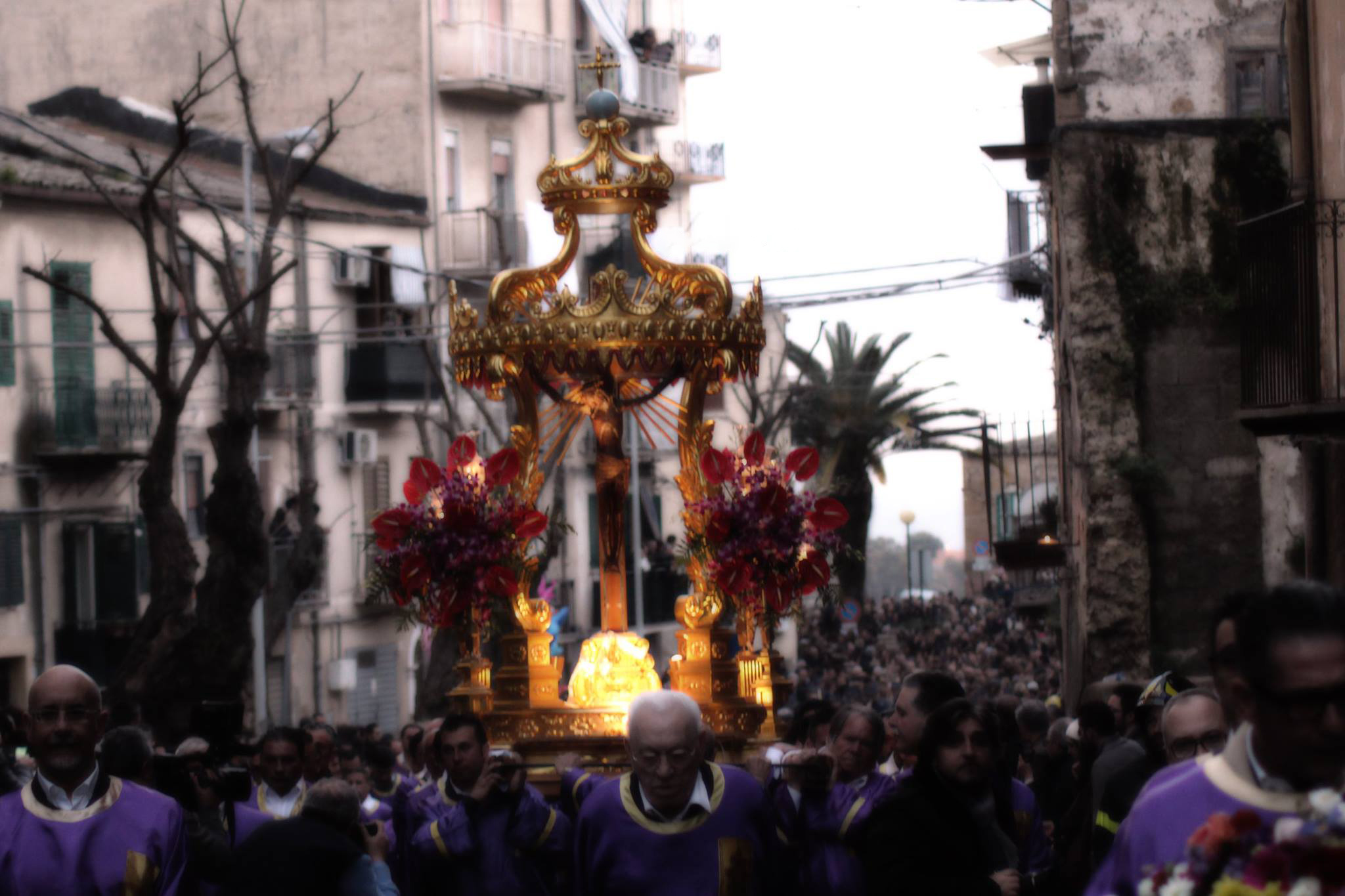
Attimi di Passione

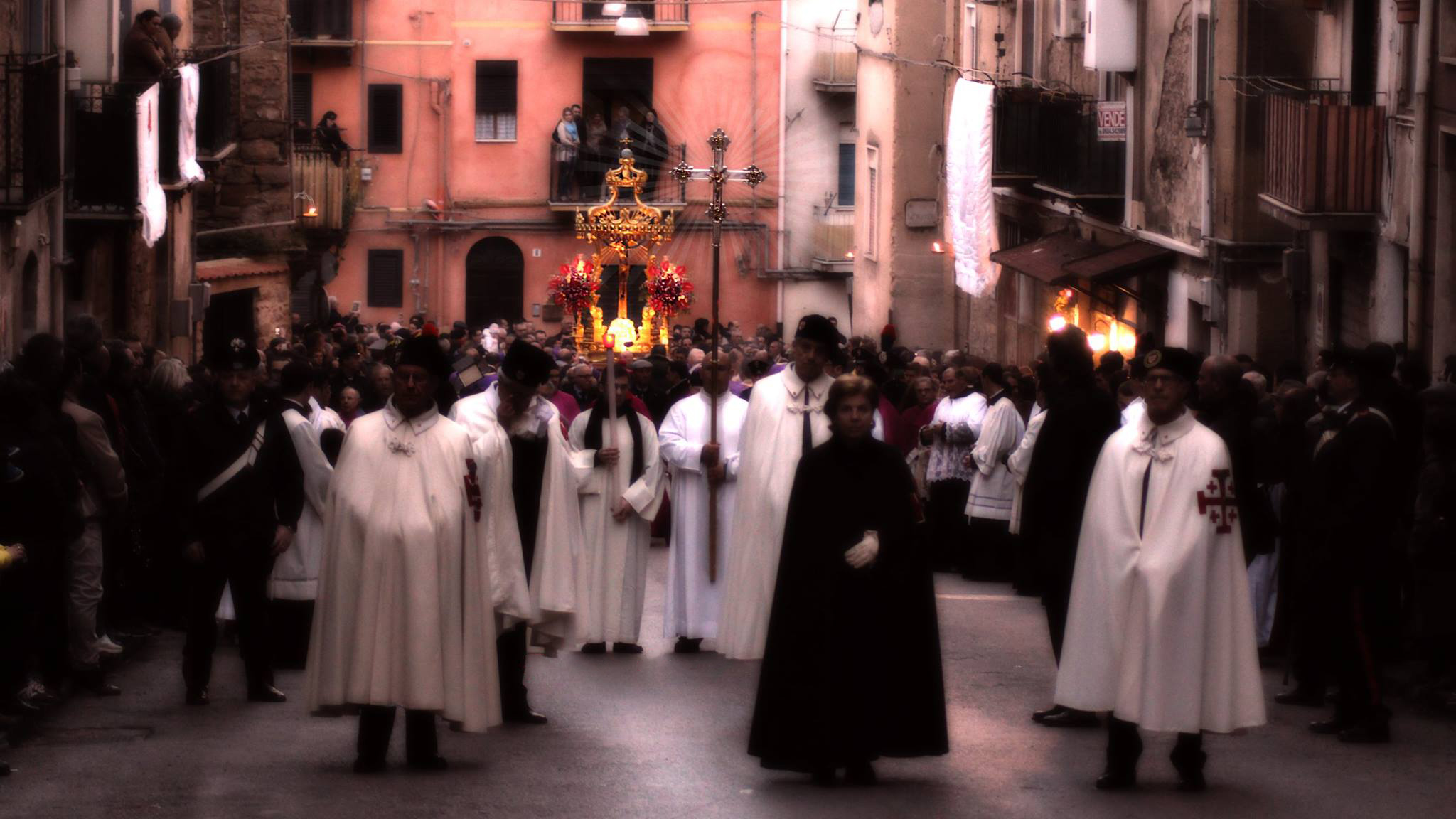
Particolare

Il Signore della Città, noto anche con il nome di "Cristo Nero", è un crocifisso in legno di ebano che viene portato in processione nei quartieri più antichi del centro storico nella sera del Venerdì santo. È chiamato dai nisseni Signore della Città perché è stato l'unico Patrono di Caltanissetta fino al 1625, anno in cui il titolo venne attribuito anche a San Michele Arcangelo. La sua origine è incerta, ma sembra che questo simulacro non sia opera di uno scultore, bensì di un semplice devoto, come testimoniano alcune notevoli sproporzioni nel corpo del Cristo. La leggenda però narra che sia stato trovato in una grotta da due Fogliamari (o Figliamari), termine con cui in siciliano vengono indicati i raccoglitori di verdure selvatiche, e che sia diventato scuro a causa del fumo dei numerosi ceri offerti dai fedeli nel corso dei secoli.
La processione inizia al calare del sole, quando il Cristo Nero (detto così proprio per via del colore scuro del legno) viene portato fuori a fatica dal portone della chiesa del Signore della Città, nei pressi del quartiere San Francesco, uno dei più antichi della città dove si svolgerà maggior parte della processione. Ad aspettarlo, oltre i numerosi fedeli, c'è la Real Maestranza al completo, che scorterà la processione con le bandiere abbrunate e le lance avvolte da nastri neri in segno di lutto, e soprattutto i Fogliamari. Questi ultimi spargeranno l'incenso durante tutto il tragitto e accompagneranno la processione con i loro tipici canti funebri e di dolore: le Lamentanze. La statua è sormontata da un pesantissimo baldacchino dorato e viene portata a spalla proprio dai Fogliamari, che sono scalzi in segno di penitenza, e seguita dai numerosi fedeli scalzi e da tutto il clero. Lungo tutto il tragitto, che percorre via Signore della città, viale Amedeo, via Roma, via presidente Mauro Tumminelli, via Paolo Emiliani Giuduci, largo Badia, via Re d'Italia, corso Umberto, piazza Garibaldi, via Camillo Genovese, via Roma, viale Amedeo, via Signore della città, i balconi e le finestre sono rivestiti da coperte purpuree e, a parte le Lamentanze, è difficile sentire un altro suono, che rompa l'atmosfera di devozione che si crea attorno alla processione.

## Sabato Santo
Fino ai primi anni del Duemila, nella sera del Sabato santo si svolgeva la Scinnenza, in modo che fosse rispettato il giusto ordine temporale della passione e morte di Gesù. Tuttavia, per decisione episcopale, la sacra rappresentazione è stata spostata a giornate diverse, come descritto sopra, lasciando il Sabato Santo libero e rispettando, in questo modo, il silenzio e il lutto dal Venerdì Santo alla Domenica di Resurrezione. Per tale motivo il Sabato è l'unico giorno "vuoto" della Settimana Santa.

## Domenica di Pasqua
La processione della Resurrezione, nata alla fine degli anni settanta, si svolge la mattina della Domenica di Pasqua. Alle ore 9,00 del mattino, la Real Maestranza, guidata dal suo Capitano, si dirige verso la sede del vescovado, indossando guanti, cravatta e calze bianchi in segno di gioia per la Resurrezione di Gesù e accompagnati dalle allegre marce della banda musicale. Il Vescovo passa in rassegna delle maestranze e, insieme al Capitano, guida la processione verso la Cattedrale. A mezzogiorno il Vescovo benedice la folla in Piazza Garibaldi e un rappresentante della Maestranza libera delle colombe bianche in cielo. Dopo la messa solenne in Cattedrale, il Capitano riconsegna le chiavi della città al Sindaco.
La sera della Pasqua viene messo in scena il terzo e ultimo atto della Scinnenza, nonché l'ultimo atto della Settimana Santa tutta: la via dolorosa con il cadavere del Cristo, la visita degli apostoli a Maria, con le tentazioni della Vergine, e la Risurrezione di Cristo.